# Клопотовский, Владимир Владимирович
Владимир Владимирович Клопотовский (1883, Санкт-Петербург, Российская империя — 28 марта 1944, Рига, тогда — генеральный комиссариат «Латвия» в составе Остланда) — российский фельетонист, писатель и поэт, журналист. Сотрудник газеты «Сегодня», четвёртой по популярности газеты русской эмиграции. Занимал пост главного редактора газеты «Русский вестник», выходившей в Риге в период правления оккупационной нацистской администрации. 
Своими работами, часто характеризовавшимися острой социальной направленностью, он, работавший под своим «фирменным» псевдонимом «Лери», участвовал в создании неповторимого стиля этого достаточно популярного печатного органа в кругах русской эмиграции. Его фельетоны были своего рода «визитной карточкой» русскоязычной латвийской журналистики.

## Биография
Родился в Санкт-Петербурге, однако по духу он принадлежал городу Киеву, в котором провёл детство. Там он получил образование, там же состоялась его дебютная публикация в одной из местных газет. Оттуда начался его жизненный путь, его восхождение от рядового журналиста до редактора «Двинского вестника», периодического издания, выходившего в период нацистской оккупации.
Первый его литературный труд — рассказ, который был подписан псевдонимом «Владимир Весеньев», появился в газете «Юго-западная неделя». Период литературной активности начался достаточно рано, в студенческую эпоху. Сам он описывает начало своего литературного становления следующим образом:
Мой литературный путь начался по обычному шаблону. Молодой студент с рукописью только что написанного рассказа является в редакцию журнала и дрожащими руками протягивает её рыжему, лысому господину, при ближайшем рассмотрении оказывающемуся секретарём редакции.
После некоторых достижений на художественном поприще обратился к новому для себя жанру, который характеризуется большей отнесённостью к публицистической сфере — театральных рецензиях. На тот момент самым перспективным провинциальным театром являлся театр Соловцева, которому начинающий автор рецензий, всей юношеской душой прикипевший к театральным подмосткам, начинает посвящать свои рецензии. Таким образом, Клопотовский чуть не пошёл по артистической стезе, и всё же продолжил любить театр «со стороны». Следующий этап его творческой биографии описан им лаконично:
Будучи юнцом, я так привязался к театру, что решил поступить на сцену, но мне помешало одно обстоятельство: я стал писать фельетоны, и эти фельетоны меня так увлекли, что я стал не артистом, а поэтом.
Вскоре избрал для себя ёмкий и звучный псевдоним Лери и окончательно посвящает себя журналистской деятельности, остывая от первоначального увлечения Талией и Мельпоменой. Первый фельетонный труд Владимира «Лери» появился в довольно читаемой киевской газете «Последние новости», после чего редактор уверовал в способности Клопотовского и всеми силами стремится создать Лери комфортные условия для работы.

Тем не менее вскоре обстоятельства изменились и В. Клопотовский переехал в Одессу, где встретил тёплый приём у редактора «Одесского листка». Несколько десятилетий жизни В. Клопотовского были посвящены газетной деятельности в Одессе, что принесло ему славу острого и интересного фельетониста, пишущего на злободневные темы и оперативно отзывающегося на многие актуальные события. В Одессе разгорелся его интерес к подмосткам: для одесской опереточной труппы им были написаны множество скетчей и театральных обозрений.
Жизненные невзгоды не смогли изменить тональности его фельетонных произведений, всегда живо и с непосредственной юношеской жизнерадостностью реагировавших на происходящее, каким бы печальным оно не казалось. Часто меняя место своего проживания (из Киева он переехал в Одессу, а оттуда — в Петербург, затем снова в Киев, потом снова в Одессу, откуда эмигрировал за рубеж), везде работал по профессии. Первым городом, куда он отправился в эмиграции, была Прага, откуда вместе со многими одесситами и киевлянами он перебирается в Берлин, где в это время (начало 20-х годов) концентрируется цвет русской эмигрантской мысли. Когда обстоятельства вынудили многих эмигрантов покинуть Берлин, закрепился в Париже, где испытывал определённые материальные сложности. В конце концов в 1924 году ему удалось остановиться и остаться в Риге. Там он прожил 20 лет, работая в различных местных периодических изданиях, но больше всего — в газете «Сегодня».
После периода июня-июля 1940 года, присоединения Латвии к СССР и в связи с закрытием ряда газет (в том числе и «Сегодня») потерял место работы. После начала нацистской оккупации участвовал в создании нацистских русскоязычных печатных органов. На раннем этапе таковым стала газета «Родина». В итоге он занял пост главного редактора «Русского вестника» и «Двинского вестника».
Скончался после затяжной болезни 28 марта 1944 года. Похоронен на рижском Покровском кладбище.